# Huta Pardomuan
Huta Pardomuan is een bestuurslaag in het regentschap Tapanuli Selatan van de provincie Noord-Sumatra, Indonesië. Huta Pardomuan telt 1919 inwoners (volkstelling 2010).